# Årstad
Årstad er en landsby i Årstad sogn, Falkenbergs kommun, Hallands län, Sverige, ca. 13 km øst for Falkenberg. Navnet kommer fra 'stath'  og eventuelt det mandlige navn 'Ari'. Det blev første gang registreret som 'Arestathä' i 1288 (for Årstad herred). Atleten Hjalmar Mellander blev født i Årstad.